# Luisa Liebtrau

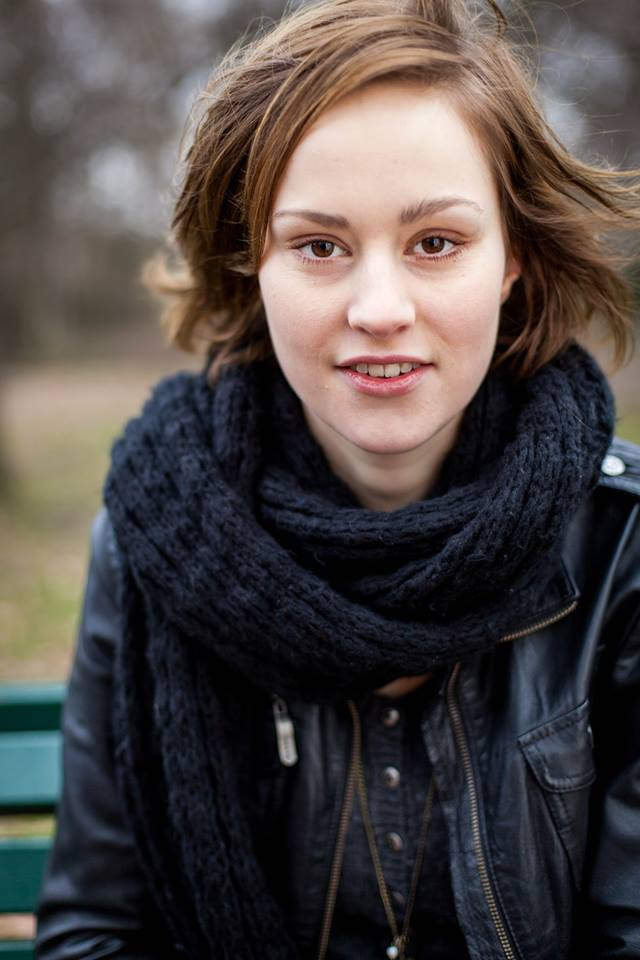
Luisa Liebtrau (2014)

Luisa Liebtrau (* 13. Juni 1991 in Jena) ist eine deutsche Schauspielerin.

## Leben
Luisa Liebtrau spielte von September 2007 (Folge 481) bis Juli 2011 (Folge 688) als Corinna „Coco“ Schmidt eine der Hauptrollen in der Kinder- und Jugendserie Schloss Einstein. Später hatte sie in der für den „Goldenen Spatzen“ nominierten 700. Folge noch einen Gastauftritt. Danach war sie bis zum Jahr 2016 in mehreren Film- und Fernsehproduktionen zu sehen.
Liebtrau wohnt in Berlin.

## Filmografie (Auswahl)
- 2006: Clueso – Out of Space (Musikvideo)
- 2007: Krimi.de (Fernsehserie, 1 Folge)
- 2007–2011, 2012: Schloss Einstein (Fernsehserie, 209 Folgen)
- 2007: Blöde Mütze!
- 2010: Gotham City II – Autobahn in die Hölle
- 2010: Sunglasses at Night (Kurzfilm)
- 2010–2012: In aller Freundschaft (Fernsehserie, 2 Folgen, verschiedene Rollen)
- 2012: Vierkanttretlager – Fotoalbum (Musikvideo)
- 2012: kndrw – Guten Morgen (Musikvideo)
- 2012: Rauch (Kurzfilm)
- 2012: Mondnacht (Kurzfilm)
- 2013: Im Alleingang – Elemente des Zweifels
- 2013: Grober Unfug (Kurzfilm)
- 2014: Das Lächeln der Frauen
- 2014: Schnee in Rio (Kurzfilm)
- 2016: Rockabilly Requiem

## Theater
- 2005: Johanna (Theaterhaus Jena)
- 2006: Die Dreigroschenoper (Theaterhaus Jena)
- 2007: Orestie (Theaterhaus Jena)
- 2008: Der Sturm (Theaterhaus Jena)

## Hörspiel
- 2015: Alleine War Gold